# Megalaspis
Megalaspis is een monotypisch geslacht van straalvinnige vissen uit de familie van horsmakrelen (Carangidae), orde van baarsachtigen (Perciformes).

## Soort
- Megalaspis cordyla (Linnaeus, 1758) – Torpedostekelmakreel